# Joseph Simmons
Joseph Ward Simmons (n. 14 noiembrie 1964, New York City, New York, SUA), cunoscut dub numele de scenă Run, Rev. Run sau DJ Run, este un rapper, producător, om de televiziune și preot american din New York. A fost membru al formației Run-DMC.